# Ataque de Kongsberg de 2021
El 13 de octubre de 2021, un hombre asesinó a cinco personas e hirió a otras tres en diversos lugares de Kongsberg, Viken, Noruega, una ciudad de unos 70 kilómetros al suroeste de la ciudad capital, Oslo. Las primeras llamadas a la policía ocurrieron mientras el agresor disparaba a personas al azar con un arco y flechas antes de escapar de la escena y asesinar a las cinco víctimas mortales con una espada y cuchillo.

## Ataque
Se informó que el atacante comenzó el asalto dentro de un supermercado Coop Extra en Kongsberg y luego se trasladó a un área más grande. La policía fue notificada por primera vez de un ataque a las 18:12 CEST. Las personas que llamaron informaron que una persona caminaba con un arco y flechas en un carcaj en su hombro. Se publicaron en los medios de comunicación y las redes sociales fotografías de flechas incrustadas en paredes.
Primero se enfrentaron al perpetrador a las 18:18 y se hizo un arresto a las 18:47. El ataque provocó una gran respuesta de emergencia que incluyó policías fuertemente armados, más de diez ambulancias y dos helicópteros. La policía noruega generalmente patrulla desarmada, pero recibió instrucciones en todo el estado para que se armaran con rifles.

### Víctimas
Los cinco muertos fueron cuatro mujeres y un hombre, de 50 a 70 años. Las tres personas que resultaron heridas no sufrieron lesiones potencialmente mortales; uno de ellos era un oficial de policía fuera de servicio.

## Investigación
El atacante fue llevado a una comisaría de policía en Drammen, donde su abogado defensor, Fredrik Neumann, dijo que fue interrogado durante más de tres horas y que estaba cooperando con las autoridades, y que confesó el ataque. El Servicio de Seguridad de la Policía de Noruega dijo que tratarían el caso como un acto de terrorismo.

### Autor
El autor es un hombre de 37 años con ciudadanía danesa que nació en Noruega de padre noruego y madre danesa, y había vivido toda su vida en el país; residente en Kongsberg en el momento del ataque. El autor era conocido por la policía y se había convertido recientemente al Islam; la policía había estado en contacto con él por última vez en 2020 y estaba preocupada por sus posibles puntos de vista extremistas. Tiene varias condenas penales previas por allanamientos de morada, posesión de cannabis y amenazas.

### Secuelas
A los agentes de policía noruegos, que por lo general están desarmados, se les ordenó portar armas de fuego temporalmente en todo el país después del ataque. Sin embargo, no hubo una actualización en el nivel de amenaza nacional en el país.
Al día siguiente del ataque, las banderas ondearon a media asta en todos los edificios públicos y se encendieron velas en los escalones de la iglesia de Kongsberg.